# Strooberggroeve
De Strooberggroeve is een Limburgse mergelgroeve in de Nederlandse gemeente Eijsden-Margraten. De ondergrondse groeve ligt ten noorden van Bemelen onder de Bemelerberg aan de noordzijde van de monding van het droogdal Koelbosgrub in het Maasdal. De groeve ligt aan de westelijke rand van het Plateau van Margraten in de overgang naar het Maasdal. Ter plaatse duikt het plateau een aantal meter steil naar beneden.
Op ongeveer 250 meter naar het noordoosten ligt de Winkelberggroeve en ongeveer 300 meter naar het zuidoosten liggen de Groeve Onder de weg, Bemelerbosgroeve III en Bemelerbosgroeve I.

## Geschiedenis
De groeve werd door blokbrekers ontgonnen voor de winning van kalksteenblokken.

## Groeve
De Strooberggroeve bestaat uit enkele hoge koepelgewelven.

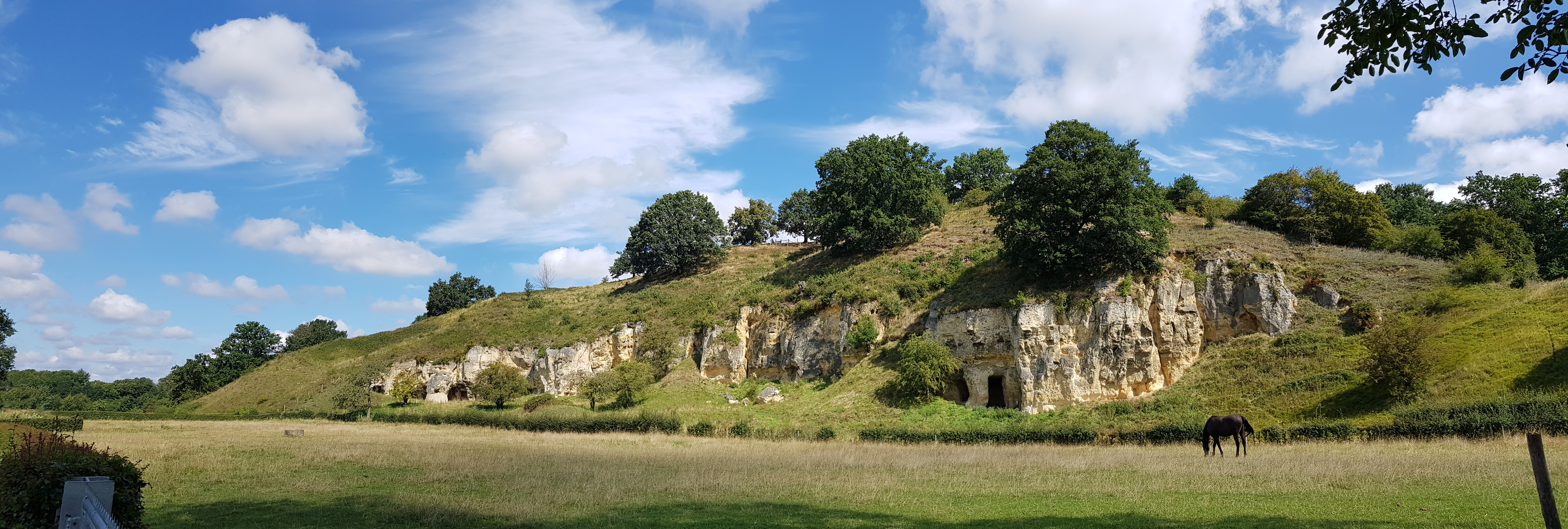
Strooberggroeve met erboven de Bemelerberg